# Skitophyllum elegans
Skitophyllum elegans là một loài Rêu trong họ Fissidentaceae. Loài này được (Brid.) Bach. Pyl. mô tả khoa học đầu tiên năm 1815.